# Fung gok jan sau mei liu cing
Fung gok jan sau mei liu cing of 鳳閣恩仇未了情 is een Kantonees operastuk. Het werd voor het eerst op film gezet in de jaren zestig van de twintigste eeuw. Het was het eerste Kantonese operastuk waarbij het themalied bij de opening van het stuk werd gezongen. Themaliederen worden traditioneel pas aan het eind van het stuk gezongen.

## Verhaal
Het verhaal speelt zich af ten tijde van de Song-dynastie. De generaal Je-leot gwan hung (耶律君雄) van de noordelijke "Barbaarse" Jin-dynastie krijgt de taak om prinses Hung-lyun (红鸾) terug te begeleiden naar het Song-Rijk. De twee zijn verliefd op elkaar. Tijdens de terugtocht worden ze overvallen door oorlog tussen het Song-Rijk en het Jin-rijk. De twee raken elkaar kwijt en de prinses krijgt geheugenverlies. Een oude man is zijn dochter verloren in de oorlog en beschouwt de prinses, waarvan hij niets weet, als dochter. Hij brengt haar "dochter" naar de rijke schoonfamilie, bij wie ze is uitgehuwelijkt. Niet lang daarna komt de broer van de Keizer van het Song-rijk op bezoek bij de familie. De broer van de keizer zegt dat hij zijn zusje na zolange tijd is kwijtgeraakt. De "dochter" blijkt het zusje te zijn van deze edelman.

## Themalied inhanzienjyutping
generaal：(gesproken)異國情鴛驚夢散，空餘一點情淚濕青衫。

Ji gwok cing jyun ging mung saan, hung jyu jat dim cing leoi sap cing saam.

generaal：一葉輕舟去，人隔萬重山，

jat... jip hing zau heoi, jan gaak maan cong saan,

generaal：鳥南飛，鳥南返，鳥兒比翼何日再歸還，

Niu naam fei, niu naam faan, niu ji bei jik ho jat zoi gwai waan,

generaal：哀我何孤單。

Oi ngo ho gu daan.

prinses：休涕淚，莫愁煩，人生如朝霧，何處無離散，今宵人惜別，相會夢魂間，

Jau tai leoi, mok sau faan, jan sang jyu ziu lou, ho cyu mo lei saan, gam ziu jan sik pit, soeng wui mung wan gaan,

我低語慰壇郎，輕拭流淚眼，君莫嗟，君莫嘆，終有日，春風吹渡玉門關。

ngo dai jyu wai taan long, hing sik lau leoi ngaan, gwan mok zyu, gwan mok taan, zung jau jat, ceon fung ceoi dou juk mun gwaan

generaal：情如海，義如山，孰惜春意早欄柵。虛榮誤我怨青衫。

Cing jyu hoi, ji jyu saan, suk sik ceon ji zou laan saan. heoi wing ng ngo jyun cing saam

prinses：憐無限，愛無限，願為郎君老朱顏，勸君莫被功名誤，白少年頭莫等閒。

leon mou haan, ngoi mou haan, jyun wai long gwan lou zyu ngaan, hyun gwan mok bei gung ming ng, baak siu nin tau mok dang haan.

generaal：柔腸寸斷無由訴，笙歌醉夢閒，流水落花春去也，天上人間。

Jau ceong cyun tyun mou jau sou, sang go zeoi mung haan, lau seoi lok faa ceon heoi jaa, tin soeng jan gaan.

prinses：獨自莫憑欄，無限江山，地北與天南，愛郎情未冷，情未冷。

duk zi mok        mou haan gong saan, dei bak jyu tin naam, ngoi long cing mei laang, cing mei laang

generaal：一葉輕舟去，人隔萬重山。

Jat jip hing zau heoi, jan gaak maan cung saan.

generaal en prinses：鳥南飛，鳥南返，鳥兒比翼何日再歸還，

Niu naam fei, niu naam faan, niu ji bei jik ho jat zoi gwai waan,

generaal：哀我何孤單，何孤單

Oi ngo ho gu daan.

## Vertaling themalied
De vogels vliegen naar het het zuiden, de vogels komen vanuit het zuiden terug, wanneer komen de nakomelingen van deze vogels terug. Oh, ik ben zo eenzaam, zó eenzaam. Bedroefd zit ik te huilen, het levens is net de ochtenddauw, wij zullen elkaar weer treffen na de dood als dromende zielen. Ik troost u, mijn generaal. Ik veeg uw tranen weg. U moet niet weeklagen en huilen. Er zal een dag komen dat de lentewind waait door de jaden poort. Gevoel is net als de zee, trouw is net als een berg. Grenzeloos is onze nabuurschap en grenzeloos is onze liefde.